# Loma (Dacota do Norte)
Loma é uma cidade localizada no estado norte-americano de Dacota do Norte, no Condado de Cavalier.

## Demografia
Segundo o censo norte-americano de 2000, a sua população era de 21 habitantes.
Em 2006, foi estimada uma população de 18, um decréscimo de 3 (-14.3%).

## Geografia
De acordo com o United States Census Bureau tem uma área de
69,4 km², dos quais 68,3 km² cobertos por terra e 1,1 km² cobertos por água. Loma localiza-se a aproximadamente 479 m acima do nível do mar.

## Localidades na vizinhança
O diagrama seguinte representa as localidades num raio de 24 km ao redor de Loma.